# Eduardo Arasti
Eduardo Arasti Barca (Burgos, 16 de julio de 1959) es un meteorólogo y político español, actual consejero de Industria, Empleo, Innovación y Comercio del Gobierno de Cantabria desde 2023. Anteriormente, fue consejero de Innovación, Industria, Turismo y Comercio de 2011 a 2015.

## Biografía
Licenciado en Ciencias Físicas por la Universidad Complutense de Madrid, realizó estudios de postgrado en Ciencias y Tecnologías Marinas en la Universidad de Cantabria. Entró en el Cuerpo Superior de Meteorólogos del Estado como funcionario de carrera, desempeñándose como jefe de las bases aéreas de Getafe (1988) y de Manises (1989). En 1990 se incorporó al centro meteorológico de Santander.
Su carrera política comenzó en el 2003 como concejal de Transportes, Comercio y Mercados del Ayuntamiento de Santander, cargo que dejó en 2007 para ser portavoz del equipo de Gobierno y concejal de Protección Ciudadana y Personal. El 29 de junio de 2011 tomó posesión como consejero de Innovación, Industria, Turismo y Comercio del Gobierno de Cantabria en el gobierno de Ignacio Diego. Cesó en 2015.
En julio de 2023, tras la victoria del Partido Popular en las elecciones autonómicas, la nueva presidenta, María José Sáenz de Buruaga, le nombró consejero de Industria, Empleo, Innovación y Comercio.